# مو صلیب
مو صلیب یک ستاره است که در صورت فلکی چلیپا قرار دارد.